# تیم ملی فوتبال زنان میانمار
تیم ملی فوتبال زنان میانمار (انگلیسی: Myanmar women's national football team) نماینده فوتبال زنان این کشور در رده ملی است و تحت نظارت فدراسیون فوتبال میانمار قرار دارد.